# Gonatocerus metchnikoffi
Gonatocerus metchnikoffi är en stekelart som beskrevs av Girault 1912. Gonatocerus metchnikoffi ingår i släktet Gonatocerus och familjen dvärgsteklar. Inga underarter finns listade i Catalogue of Life.